# TVN (폴란드의 텔레비전 채널)
TVN는 폴란드의 텔레비전 방송국이다.현재 워너 브라더스 디스커버리 산하에 있다(같은 채널이 무관하여, 대한민국 전역에 CJ ENM 운영하는 tvN 채널이 있다.).

## 프로그램 목록
- 파크티 TVN(Fakty TVN) : 뉴스
- 지엔 도브리 TVN(Dzień Dobry TVN) : 아침 정보 프로그램
- 나 브스풀네이(Na Wspólnej) : 드라마
- 쿠바 보예우즈키(Kuba Wojewódzki) : 토크 쇼
- 로이모비 브 토쿠(Rozmowy w toku) : 토크 쇼
- 우바가!(Uwaga!) : 매거진 프로그램
- 슈퍼비제르(Superwizjer) : 매거진 프로그램